# Lissoteles acapulcae
Lissoteles acapulcae là một loài ruồi trong họ Asilidae. Lissoteles acapulcae được Martin miêu tả năm 1961. Loài này phân bố ở vùng Tân nhiệt đới.